# Kjeld Rasmussen Cup
Kjeld Rasmussen Cup er en træningskamp arrangeret af Brøndby IF i årene 2006 til 2011, opkaldt efter klubbens tidligere formand og Brøndby Kommunes mangeårige borgmester, Kjeld Rasmussen. Den foregik altid på Brøndby Stadion og med Brøndby IF som den ene deltager. Vinderen modtog en smuk præmie i form af en glasvase.
Brøndby IF har vundet 3 gange, mens også FC Nürnberg, Juventus FC og PSV Eindhoven har vundet en enkelt gang.

## Kampe
Der er spillet følgende kampe:

### Kjeld Rasmussen Cup I

#### 15-07-2006
- Brøndby IF-1. FC Nürnberg 0-3
- Mål: 2 x Vittek, Reinhardt
- 4.207 tilskuere

### Kjeld Rasmussen Cup II

#### 11-07-2007
- Brøndby-AJ Auxerre 2-1
- Mål: Peter Madsen og Per Nielsen (str.) + Jelen
- 15.889 tilskuere

### Kjeld Rasmussen Cup III

#### 23-07-2008
- Brøndby-Juventus F.C. 1-2
- Mål: Alexander Farnerud (str.) + Amauri, Iaquinta
- 19.093 tilskuere

### Kjeld Rasmussen Cup IV

#### 11-07-2009
- Brøndby-PSV Eindhoven 1-2
- Mål: Alexander Farnerud (str.) + Dzsudzsak, Lazovic
- 4.006 tilskuere

### Kjeld Rasmussen Cup V

#### 10-07-2010
- Brøndby-Djurgårdens IF 4-1
- Mål: Ousman Jallow, Michael Krohn-Dehli, Bruno Batata og Martin Bernburg + Youssef
- 2.402 tilskuere

### Kjeld Rasmussen Cup VI

#### 13-07-2011
- Brøndby IF-Samsunspor 1-0
- Mål: Mikkel Thygesen
- 2.004 tilskuere